# Liste der Baudenkmäler in Wonfurt
Auf dieser Seite sind die Baudenkmäler in der unterfränkischen Gemeinde Wonfurt zusammengestellt. Diese Tabelle ist eine Teilliste der Liste der Baudenkmäler in Bayern. Grundlage ist die Bayerische Denkmalliste, die auf Basis des Bayerischen Denkmalschutzgesetzes vom 1. Oktober 1973 erstmals erstellt wurde und seither durch das Bayerische Landesamt für Denkmalpflege geführt wird. Die folgenden Angaben ersetzen nicht die rechtsverbindliche Auskunft der Denkmalschutzbehörde.
 Diese Liste gibt den Fortschreibungsstand vom 21. März 2024 wieder und enthält 46 Baudenkmäler.

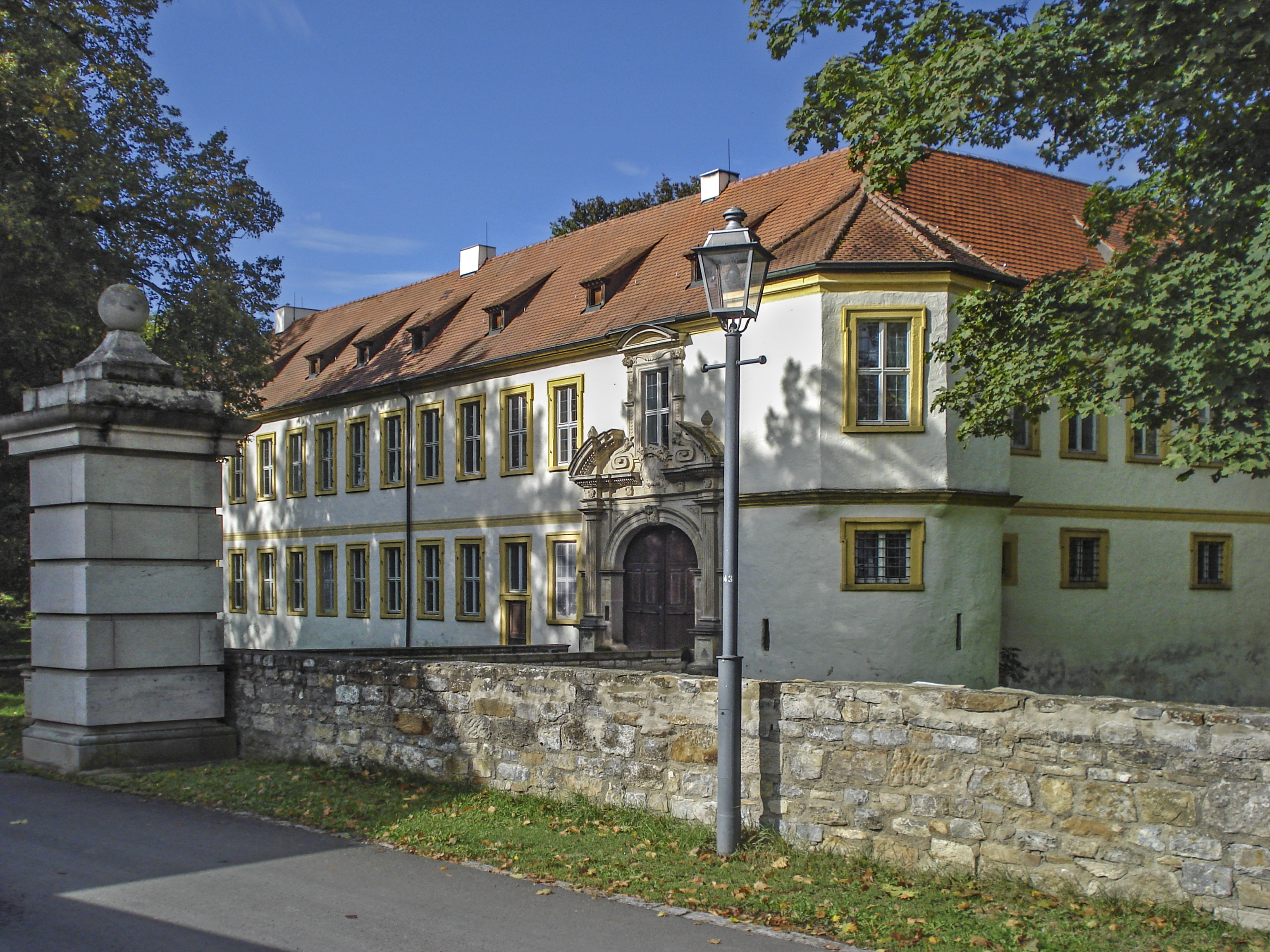
Schloss in Wonfurt

## Baudenkmäler nach Gemeindeteilen

### Wonfurt
| Lage | Objekt                                                              | Beschreibung | Akten-Nr.     | Bild                                 |
| --- | ------------------------------------------------------------------- | --- | ------------- | ------------------------------------ |
| Altach (Standort)                                                                                             | Kriegergedächtniskapelle für 1939/45                                | Walmdachbau mit Dachreiter, Bruchstein- und Quadermauerwerk in Sandstein, 1946 von Willi Manz; mit Ausstattung | D-6-74-219-48 | weitere Bilder                       |
| Altachweg; Ortsausgang Richtung Haßfurt (Standort)                                                            | Bildstock                                                           | Sockel mit achteckigem Pfeiler, Aufsatz mit Inschrift und Kreuzigung, Sandstein, frühbarock, bezeichnet mit „1655“ | D-6-74-219-6  | weitere Bilder                       |
| An der Straße nach Haßfurt ()                                                                                 | Bildstock                                                           | Um 1740/50 nicht nachqualifiziert | D-6-74-219-13 |                                      |
| Hauptstraße 59 (Standort)                                                                                     | Tabernakel-Bildstock                                                | Rundbogiger Tabernakel auf Säulen, Rückwand mit Relief der Kreuzigung, bekrönt von heiligem Michael, Sandstein, spätbarock, um 1740/50 | D-6-74-219-8  | weitere Bilder                       |
| Kellerrangen; an der Straße nach Steinsfeld (Standort)                                                        | Altarbildstock                                                      | Stele auf gebauchter Mensa, mit Relief der Fußwaschung der Maria Magdalena, Sandstein, spätbarock, um 1730/40, bekrönt mit Eisenkruzifix um 1900                                                                                                | D-6-74-219-14 | weitere Bilder                       |
| Kirchgasse 1 (Standort)                                                                                       | Katholische Filialkirche St. Andreas                                | Zentralraum, pantheonartiger, nach außen kubischer Sandsteinquaderbau mit Turm, Sandsteingliederungen, klassizistisch, 1818–20 von Bernhard Morell; mit Ausstattung                                                                             | D-6-74-219-1  | weitere Bilder                       |
| Kirchgasse 1 (Standort)                                                                                       | Freitreppe                                                          | flankiert von zwei überlebensgroßen Heiligenfiguren, Sandstein, barock, um 1700 | D-6-74-219-1  | weitere Bilder                       |
| Kirchgasse 3 (Standort)                                                                                       | Rathaus, Portal der ehemaligen von der Beeck`schen Begräbniskapelle | Geohrte Rahmung und rundbogiges Wappenfeld, Sturz mit Inschrift, Sandstein, barock, bezeichnet mit „1677“ | D-6-74-219-3  | weitere Bilder                       |
| Nähe Hainerter Weg (Standort)                                                                                 | Bildstock                                                           | Pfeiler auf Inschriftsockel, Aufsatz mit heiligem Joseph, Sandstein, neugotisch, um 1890 | D-6-74-219-11 | Bildstock                            |
| Nähe Hauptstraße (Standort)                                                                                   | Friedhofskapelle                                                    | Saalbau, Rückseite abgewalmt, Freitreppe und Sandsteingliederungen, bezeichnet 1755, an den Außenwänden Grabmäler des 16.–19. Jahrhunderts | D-6-74-219-4  | weitere Bilder                       |
| Nähe Hauptstraße; im Friedhof (Standort)                                                                      | Kreuzigungsgruppe                                                   | Auf geschwungenem Sockel, Kruzifix auf Inschriftsockel, mit Maria Magdalena, seitlich die Heiligen Maria und Johannes Evangelist, Sandstein, spätbarock, bezeichnet 1731; Seitenteile und Assistenzfiguren von Johann Peter Wagner, im Friedhof | D-6-74-219-5  | Kreuzigungsgruppe                    |
| Nähe Hauptstraße (Standort)                                                                                   | Bildstock                                                           | Aufsatz mit Inschrift, Wappen und Beweinung, Sandstein, frühbarock, bezeichnet mit „1655“ auf jüngerem achtkantigem Pfeiler | D-6-74-219-7  | Bildstock                            |
| Speiersbaum 1; am Wege nach Westheim (Standort)                                                               | Bildstock                                                           | Achteckiger Pfeiler auf Sockel, Aufsatz mit Inschrift und Anbetung der Könige, Sandstein, barock, bezeichnet mit „1678“, renoviert 1782 | D-6-74-219-10 | Bildstock                            |
| Stöcklesanger; an der Straße nach Hainert (Standort)                                                          | Bildstock                                                           | Gefaster Pfeiler und Aufsatz mit Stifterinschrift, Christus und Stiftern, Sandstein, barock, bezeichnet mit „1691“, Sockel jünger | D-6-74-219-9  | weitere Bilder                       |
| Von-Seckendorff-Platz 1 (Standort)                                                                            | Schlossanlage                                                       | Schloss (Nr. 1), zweigeschossiger Vierflügelbau mit Ecktürmen, Walmdach und Hofarkaden, Portal mit Wappen, Pilaster und gesprengtem Giebel, geohrte Rahmungen, Sandstein, 16. Jahrhundert, 1695 barockisiert                                    | D-6-74-219-2  | weitere Bilder                       |
| Von-Seckendorff-Platz 1 (Standort)                                                                            | Schlossgraben                                                       | Mit zweijochiger Steinbrücke, Bruchstein, bezeichnet mit 1695 und 1769 | D-6-74-219-2  | weitere Bilder                       |
| Von-Seckendorff-Platz 1 (Standort)                                                                            | Schlosspark                                                         | Überwachsener Landschaftsgarten, mit Portal (bei Nr. 2), zwei rustizierte Pfeiler mit Kugelaufsätzen, Sandstein, 17./18. Jahrhundert | D-6-74-219-2  | weitere Bilder                       |
| Von-Seckendorff-Platz 1 (Standort)                                                                            | Gedenkstein                                                         | Für Maximilian Freiherrn von Seckendorff, Sandstein, neugotisch, 1851 | D-6-74-219-2  | weitere Bilder                       |
| Bei Von-Seckendorff-Platz 2 (Standort)                                                                        | Ehemalige Schlossökonomie                                           | Scheune, teilweise mit Fachwerkgiebel und geohrten Sandsteinrahmungen, im Kern 17. Jahrhundert | D-6-74-219-2  | weitere Bilder                       |
| Von-Seckendorff-Platz 3, 4, 5 (Standort)                                                                      | Ehemalige Schlossökonomie                                           | Remisen, Scheunen und zweigeschossige Reihenhäuser, teilweise mit Fachwerkgiebel und geohrten Sandsteinrahmungen, im Kern 17. Jahrhundert, Portal (Nr. 5) 1677                                                                                  | D-6-74-219-2  | weitere Bilder                       |
| Nähe Von-Seckendorff-Platz (Standort)                                                                         | Scheune                                                             | Traufständiger Halbwalmdachbau, Bruchstein und Quader, Sandstein, 17./18. Jahrhundert | D-6-74-219-2  | weitere Bilder                       |
| Von-Seckendorff-Platz 1; Von-Seckendorff-Platz 3; Von-Seckendorff-Platz 4; Von-Seckendorff-Platz 5 (Standort) | Wappensteine                                                        | In der Schlossmauer zwei von Seckendorff`sche Wappensteine, Sandstein, 17./18. Jahrhundert | D-6-74-219-2  | weitere Bilder                       |
| Nähe Speiersbaumer Weg (Standort)                                                                             | Ehemals herrschaftliche Schafscheune                                | verputzter Bruchsteinbau mit Halbwalmdach, am Tor bez. 1799 | D-6-74-219-49 | Ehemals herrschaftliche Schafscheune |
| Westheimer Höhe (Standort)                                                                                    | Bildstock                                                           | Säule mit Eierstabkapitell auf Piedestal, Reliefaufsatz mit Voluten- und Roccaillerahmung, Vorderseite Kreuzigungsrelief, Rückseite Hl. Georg als Drachentöter, erste Hälfte 18. Jh., Hl. Georg 1965 erneuert.                                  | D-6-74-219-50 | weitere Bilder                       |
| Ziegelhütte; an der Straße nach Haßfurt (Standort)                                                            | Wegkreuz                                                            | Dreinageltypus auf Inschriftsockel, Sandstein, neuromanisch, um 1860/70 | D-6-74-219-12 | Wegkreuz                             |

### Dampfach
| Lage                                                                                           | Objekt                                        | Beschreibung | Akten-Nr.     | Bild            |
| ---------------------------------------------------------------------------------------------- | --------------------------------------------- | --- | ------------- | --------------- |
| Dorfstraße 26 (Standort)                                                                       | Ehemaliges Schul- und Rathaus, jetzt Wohnhaus | Zweigeschossiger Walmdachbau mit geohrten Sandsteinrahmungen, bezeichnet mit „1720“                                                                | D-6-74-219-18 | weitere Bilder  |
| Dorfstraße 34 (Standort)                                                                       | Stahlsmühle                                   | Zweigeschossiger Mansardwalmdachbau aus Bruchstein mit geohrten Rahmungen und Eckpilastern, Sandstein, bezeichnet mit „1754“.                      | D-6-74-219-17 | weitere Bilder  |
| Dorfstraße 34 (Standort)                                                                       | Torpfeiler                                    | Zwei rustizierte Pfeiler mit profilierten Kämpfern und Aufsätzen, Sandstein, spätbarock, 2. Hälfte 18. Jahrhundert.                                | D-6-74-219-17 | weitere Bilder  |
| Dorfstraße 34 (Standort)                                                                       | Scheune                                       | Giebelständiger Satteldachbau teilweise in Fachwerk, 18./19. Jahrhundert                                                                           | D-6-74-219-17 | weitere Bilder  |
| vor Dorfstraße 59 (Standort)                                                                   | Bildstocksockel                               | Mit Inschrift und Kämpferplatte, Sandstein, barock, bezeichnet mit „1726“, mit moderner Figur                                                      | D-6-74-219-22 | weitere Bilder  |
| Dorfstraße; Kappelsweg; Kirchplatz; Mühlenstraße; auf dem Platz westlich der Schule (Standort) | Mariensäule                                   | Mit gewundenem Schaft, auf Inschriftsockel, Sandstein, neugotisch, um 1880                                                                         | D-6-74-219-29 | weitere Bilder  |
| Dorfstraße; Kappelsweg; Kirchplatz; Mühlenstraße (Standort)                                    | Kreuzschlepper                                | Auf gefastem Pfeiler und Sockel, Sandstein, um 1700/20                                                                                             | D-6-74-219-19 | weitere Bilder  |
| Dorfstraße; Kappelsweg; Kirchplatz; Mühlenstraße; im Dorf (Standort)                           | Bildstock                                     | Sich verjüngender Pfeiler mit Figur des hl. Antonius, Sandstein, spätbarock, zweite Hälfte 18. Jahrhundert                                         | D-6-74-219-20 | weitere Bilder  |
| Dorfstraße; Kappelsweg; Kirchplatz; Mühlenstraße, nördlich der Kirche (Standort)               | Bildstock                                     | Sockel um 1850, Pfeiler mit Aufsatz des heiligen Wendelin, Sandstein, neugotisch, um 1930                                                          | D-6-74-219-23 | weitere Bilder  |
| Erles; an der Straße Donnersdorf-Steinfeld (Standort)                                          | Bildstock                                     | Sandstein, Sockel bezeichnet mit „1717“, gefaster Pfeiler und Aufsatz mit Anna Selbdritt, erneuert 1934                                            | D-6-74-219-34 | Bildstock       |
| Flurabteilung Himmelreich (Standort)                                                           | Bildstock                                     | Pfeiler auf Inschriftsockel, Aufsatz mit Heiliger Familie und Beweinung, 1897, Pfeiler erneuert                                                    | D-6-74-219-32 | Bildstock       |
| Huhnweg; am Weg zum Pfaffenberg (Standort)                                                     | Bildstock                                     | Sockel wohl von 1862, gefaster Pfeiler, Aufsatz mit Muttergottes und 14 Nothelfern, Sandstein, neubarock, um 1915                                  | D-6-74-219-30 | weitere Bilder  |
| Kappelsweg 7 (Standort)                                                                        | Friedhofskreuz                                | Dreinageltypus auf Sockel, Sandstein, klassizistisch, um 1840/50                                                                                   | D-6-74-219-36 | weitere Bilder  |
| Kappelsweg 7 (Standort)                                                                        | Katholische St.-Ottilien-Kapelle              | Saalbau mit polygonalem Schluss, Sandsteingliederungen, Umgestaltung Ende 17. Jahrhundert, in der Substanz wohl 16. Jahrhundert                    | D-6-74-219-16 | weitere Bilder  |
| Kirchplatz 1 (Standort)                                                                        | Katholische Filialkirche St. Andreas          | Saalbau mit eingezogenem polygonalem Chor, Turmfassade mit Zwiebelhaube, Werksteingliederungen in Sandstein, klassizistisch, 1802; mit Ausstattung | D-6-74-219-15 | weitere Bilder  |
| Kuhnmühlwasen, am Feldweg nach Horhausen (Standort)                                            | Säulenbildstock                               | Säule auf profiliertem Sockel, Volutenaufsatz mit Marienkrönung und Heiliger Familie, Sandstein, spätbarock, bezeichnet mit „1726“                 | D-6-74-219-26 | Säulenbildstock |
| Nähe Rüglersweg; am Feldweg in der Nähe des Rüglers (Standort)                                 | Bildstock                                     | Ionische Säule auf Mensa, Aufsatz mit Dreifaltigkeit, Schmerzensmutter und Heiligen, Sandstein, spätbarock, um 1750/60                             | D-6-74-219-33 | Bildstock       |
| Pfaffenbergweg; an der Flurstraße zur Flurmarkung Pfaffenberg (Standort)                       | Bildstock                                     | Gefaster Pfeiler auf Inschriftsockel, Aufsatz mit Beweinung, Sandstein, klassizistisch, bezeichnet mit „1809“                                      | D-6-74-219-27 | Bildstock       |
| Pfaffenbergweg; an der Flurstraße zur Flurmarkung Pfaffenberg (Standort)                       | Bildstock                                     | Säule auf Mensa, Aufsatz mit Inschrift und Kreuzigung mit Stiftern, Sandstein, spätbarock, 1743                                                    | D-6-74-219-28 | Bildstock       |
| Staatsstraße 2275; an der Straße Donnersdorf-Steinfeld (Standort)                              | Bildstock                                     | Pfeiler und Aufsatz mit heiligem Wendlin, um 1930/40, auf älterem Sockel                                                                           | D-6-74-219-35 | Bildstock       |
| Von Dampfach nach Horhausen; nahe Ortsausgang Richtung Horhausen (Standort)                    | Bildstock                                     | Pfeiler auf Inschriftsockel, Aufsatz mit Christusfigur, Sandstein, neugotisch, 1867                                                                | D-6-74-219-21 | Bildstock       |

### Reinhardswinden
| Lage                                                                                               | Objekt     | Beschreibung | Akten-Nr.     | Bild           |
| -------------------------------------------------------------------------------------------------- | ---------- | --- | ------------- | -------------- |
| Reinhardswinden 1; Reinhardswinden 2 (Standort)                                                    | Bildstock  | Säule auf balusterartigem Sockel, Aufsatz mit Beweinung und Dreifaltigkeit, Sandstein, spätbarock, bezeichnet mit „1730“              | D-6-74-219-37 | Bildstock      |
| Staatsstraße 2277; an der Straße Donnersdorf-Oberschwappach, Abzweigung Reinhardswinden (Standort) | Kreuzstein | Stele mit griechischem Kreuz und Reliefzeichnung, Sandstein, mittelalterlich                                                          | D-6-74-219-38 | weitere Bilder |
| Käsmännern (Standort)                                                                              | Bildstock  | Pfeiler mit oktogonalem Schaft und Reliefaufsatz, Christus fällt unter dem Kreuz und Schweißtuch der Hl. Veronika, bez. 1686 und 1938 | D-6-74-219-51 | weitere Bilder |

### Steinsfeld
| Lage                                                    | Objekt                                              | Beschreibung | Akten-Nr.     | Bild                                                |
| ------------------------------------------------------- | --------------------------------------------------- | --- | ------------- | --------------------------------------------------- |
| Biegenweg; am Feldweg nach Obertheres (Standort)        | Bildstock                                           | Pfeiler mit Pilastervorlage auf Mensa, Aufsatz mit heiligem Michael, Sandstein, spätbarock, bezeichnet mit „1743“                              | D-6-74-219-44 | Bildstock                                           |
| Dörrnach; an der Straße nach Unterschwappach (Standort) | Bildstock                                           | Gefaster Pfeiler auf Sockel, Aufsatz mit Kreuzigung und Inschrift, Sandstein, spätbarock, bezeichnet mit „1724“                                | D-6-74-219-41 | Bildstock                                           |
| Friedhofweg 1 (Standort)                                | Friedhofskreuz                                      | Dreinageltypus auf Inschriftsockel, Sandstein, 1859                                                                                            | D-6-74-219-40 | Friedhofskreuz                                      |
| Greutäcker; an der Straße nach Donnersdorf (Standort)   | Wegkreuz und Kriegerdenkmal für 1914/18 und 1939/45 | Dreinageltypus mit Inschriftsockel, Sandstein, Korpus 1929                                                                                     | D-6-74-219-45 | Wegkreuz und Kriegerdenkmal für 1914/18 und 1939/45 |
| Kirchberg 5 (Standort)                                  | Katholische Pfarrkirche St. Sebastian               | Saalbau mit eingezogenem polygonalem Chor und Dachreiter, geohrte Rahmungen und Eckpilaster in Sandstein, 17.–18. Jahrhundert; mit Ausstattung | D-6-74-219-39 | weitere Bilder                                      |
| Lehmgrubenäcker; nordwestlich am Waldrand (Standort)    | Bildstock                                           | Balusterpfeiler auf Sockel, Aufsatz mit Beweinung und Inschrift, Sandstein, spätbarock, bezeichnet mit „1727“                                  | D-6-74-219-43 | Bildstock                                           |
| Winterleite (Standort)                                  | Waldkapelle                                         | Hinten abgewalmt, Sandsteingliederungen, klassizistisch, bezeichnet mit 1831; mit Ausstattung                                                  | D-6-74-219-46 | weitere Bilder                                      |

## Ehemalige Baudenkmäler
| Lage                                                                        | Objekt     | Beschreibung                                                                               | Akten-Nr.     | Bild           |
| --------------------------------------------------------------------------- | ---------- | ------------------------------------------------------------------------------------------ | ------------- | -------------- |
| Dampfach Ellenbreite; am Feldweg nach Donnersdorf, Ellenbreitweg (Standort) | Bildstock  | Gefaster Pfeiler auf Sockel, Aufsatz mit Heiligen Anna und Maria, Sandstein, erneuert 1965 | D-6-74-219-24 | weitere Bilder |
| Steinsfeld Am Dürrbach; östlich vom Dorf (Standort)                         | Wegkapelle | Offenes Gebäude mit Segmentbogendachung, Sandsteinquader, Bruchstein und Beton, um 1975    | D-6-74-219-42 | Wegkapelle     |